# Gynura micheliana
Espèce
Gynura micheliana est une espèce de plantes à fleurs de la famille des Asteraceae et du genre Gynura, présente en Afrique de l'Ouest.